# میروسلاو ستاچ
میروسلاو ستاچ (اسلواکی: Miroslav Stoch؛ زادهٔ ۱۹ اکتبر ۱۹۸۹) بازیکن فوتبال اهل اسلواکی است.
او در سال 2012 برنده جایزه پوشکاش شده است.او به زدن گل های از راه دور معروف است.او یکی از بهترین تکلر های سال ۲۰۱۵ شد و در همان سال گل بسیار زیبا به ثمر رساند تا تیمش را از خطر سقوط به لیگ دسته یک برهاند.
هم تیمی های او لقب وی را تک تیر انداز گذاشته اند به دلیل ضربه های از راه دور دقیق وی این لقب را برای او انتخاب کرده اند.

## تیم ملی
وی همچنین در تیم ملی فوتبال اسلواکی بازی کرده‌است.